# كهوف فراساسي
كهوف فراساسي (بالإيطالية: Grotte di Frasassi)‏ هي عبارة عن نظام كهوف كارستية في بلدية جينجا، إيطاليا، في مقاطعة أنكونا، ماركي. إنها من بين أشهر كهوف العرض في إيطاليا.
اكتشفت الكهوف من قبل مجموعة من علماء الكهوف في استغوار عام 1971

## معرض الصور

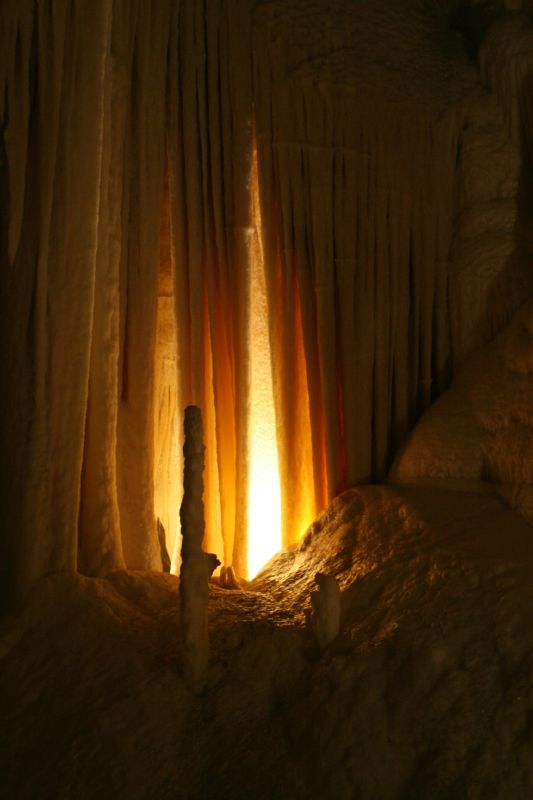
"أنابيب الأعضاء"
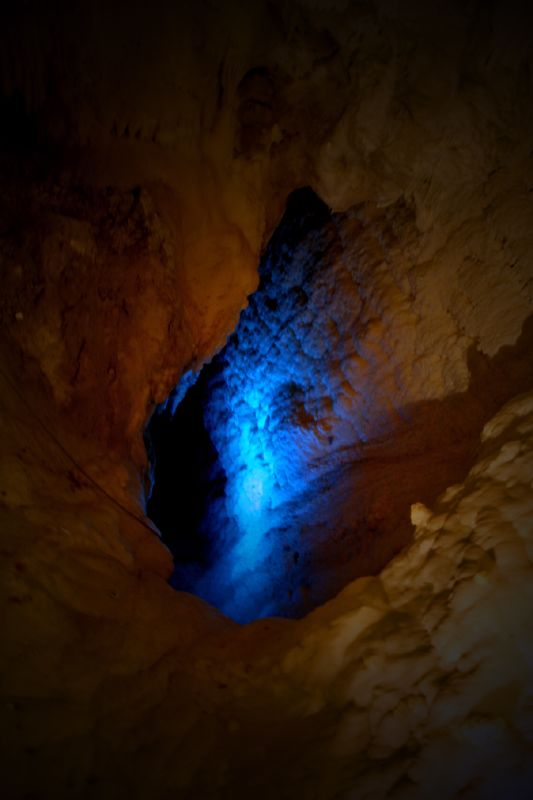
بئر ماء

## الكهوف الشقيقة
تشترك فراساسي مع العديد من الكهوف الشقيقة حول العالم:
- جراند روك (ليه إيزيس دي-تاياك سيرويل — آكيتين، فرنسا)
- منجم فياليتشكا الملحي (فياليتشكا — محافظة بولندا الصغرى، بولندا)
- حديقة كهوف كارتشنر العامة (بينسون — أريزونا، الولايات المتحدة)

## وصلات خارجية
- Grotte di Frasassi official site (باللغة الإيطالية)
- Frasassi Online (باللغة الإيطالية)
- story of discovery (باللغة الإيطالية)